# Nenad Novaković
Nenad Novaković (Szerbül: Heнaд Hoвaкoвић; Užice, Jugoszlávia, 1982. július 14. –) szerb labdarúgókapus.

## Pályafutása
Pályafutását a Radnički Kragujevacban kezdte, majd a Napredak Kruševacba szerződött, ahol 2 évet töltött. Ezután a dán HB Køge, majd 2006 decemberében az Odense BK játékosa lett, ahonnan 2,5 millió euróért leigazolta a Reggina Calcio. A Parma FC ellen debütált a Serie A-ban, de az olasz klub 2008-ban kölcsönadta félévre a norvég Aalesunds FK csapatának. 2009-ben visszatért Dániába az FC Nordsjællandhoz. Majd 2011. január 17-én hároméves szerződést kötött a Debreceni VSC-vel ahol 1. számú kapussá vált és négy év alatt több mint 70 mérkőzésen lépett pályára.

## Sikerei, díjai

### Klubcsapattal
- Debreceni VSC:
  - Magyar bajnok: 2011-12, 2013-14
  - Magyar kupa-győztes: 2012

### Egyéni
- Zilahi-díj: 2014